# Saison 2018-2019 de l'Élan sportif chalonnais
La saison 2018-2019 de l'Élan sportif chalonnais est la vingt troisième de l'Élan chalon en Pro A, avec une quatorzième place.

## Transfert
| Arrivées - Assane Ndoye (retour de prêt) : Blois (Pro B) - Vincent Sanford : Antibes (Pro A) - Mykal Riley : Le Mans (Pro A) - Juan Palacios : Beşiktaş JK (TBL) - Justin Robinson : Avtodor Saratov (VTB) En cours de saison - Aaron Epps : Suns de Northern Arizona (NBA Gatorade League) | Départs - Darrin Dorsey : Holargos BC (ESAKE) - James Farr : Mitteldeutscher (Basketball-Bundesliga) - Lance Harris : KK Primorska (A.SKL) - - Jérémy Nzeulie : Strasbourg (Pro A) - Nate Wolters : Žalgiris Kaunas (LKL) - Pierre-Antoine Gillet : Tenerife (Liga ACB) - - Khalid Boukichou : Sigal Prishtina (Superliga) - Arthur Rozenfeld : Bourg-en-Bresse (Pro A) |

## Effectifs
| Position | no | Nationalité | Nom Prénom                  | Taille | Âge |
| -------- | -- | ----------- | --------------------------- | ------ | --- |
| 3        | 1  |             | Mykal Riley                 | 1,96 m | 33  |
| 4/5      | 3  |             | Juan Palacios               | 2,03 m | 33  |
| 4/5      | 6  |             | Etienne Ca                  | 2,06 m | 21  |
| 2        | 7  |             | Bastien Pinault             | 1,95 m | 24  |
| 3        | 8  |             | Assane Ndoye                | 2,04 m | 22  |
| 4/5      | 10 |             | Mathis Dossou Yovo (Espoir) | 2,05 m | 18  |
| 1        | 12 |             | Justin Robinson             | 1,73 m | 23  |
| 4/5      | 14 |             | Ousmane Camara              | 2,05 m | 29  |
| 2        | 17 |             | Babacar Niasse (Espoir)     | 1,93 m | 19  |
| 1        | 18 |             | Théo Jouvin (Espoir)        | 1,87 m | 18  |
| 1/2      | 25 |             | Hugo Besson (Espoir)        | 1,91 m | 17  |
| 3/4      | 30 |             | Mickaël Gelabale            | 2,04 m | 35  |
| 1/2      | 44 |             | Vincent Sanford             | 1,93 m | 27  |

| Entraîneur         | Assistant       |
| ------------------ | --------------- |
| Jean-Denys Choulet | Maxime Pacquaut |

- Aaron Epps, 2,08 m : Pigiste médical.

## Matchs

### Matchs amicaux
Avant saison
- Chalon-sur-Saône / Dijon : 85-82 (Match d'entrainement)[1]
- Aix Maurienne / Chalon-sur-Saône : 71-89 (Tournoi d'Aix-Maurienne)[2]
- Dijon - Chalon-sur-Saône : 89-88 (Tournoi d'Aix-Maurienne)[3]
- Lyon Villeurbanne / Chalon-sur-Saône : 93-66 (Ain Star Game à Bourg-en-Bresse)[4]
- Chalon-sur-Saône / Mornar Bar : 108-74 (Ain Star Game à Bellegarde-sur-Valserine)[5]
- Strasbourg / Chalon-sur-Saône : 84-80 (Ain Star Game à Bourg-en-Bresse)[6]
- Chalon-sur-Saône / Roanne : 91-65[7]
- Bourg-en-Bresse / Chalon-sur-Saône : 79-93 (Tournoi de Luxeuil-les-Bains)[8]
- Dijon / Chalon-sur-Saône : 66-82 (Tournoi de Luxeuil-les-Bains)[9]
- Chalon-sur-Saône / Boncourt : 86-70[10]
- Chalon-sur-Saône / Mons-Hainaut : 105-68[11]

Pendant la saison
- Chalon-sur-Saône / Aix Maurienne : 83-74 (à la Maison des Sports)[12]
- Saint-Chamond / Chalon-sur-Saône : 82-89

### Championnat

#### Matchs aller
| 22 septembre 2018 20h00 | , | Chalon-sur-Saône                                                      | 88-74                               | Fos-sur-Mer                                        |  | Le Colisée, Chalon-sur-Saône Affluence : 4 000 Arbitres : Grégory Dubois Hugues Thépénier Alexandre Deman |
| 22 septembre 2018 20h00 | , | Score par quart-temps : 23-19, 24-13, 18-17, 23-25                    |                                     |                                                    |  | Le Colisée, Chalon-sur-Saône Affluence : 4 000 Arbitres : Grégory Dubois Hugues Thépénier Alexandre Deman |
| 22 septembre 2018 20h00 | , | Score par mi-temps : 47-32, 41-42                                     |                                     |                                                    |  | Le Colisée, Chalon-sur-Saône Affluence : 4 000 Arbitres : Grégory Dubois Hugues Thépénier Alexandre Deman |
| 22 septembre 2018 20h00 | , | Camara et Palacios, 20 Camara et Palacios, 11 Robinson, 11 Camara, 26 | Points Rebonds Passes d. Évaluation | Lewis, 19 Pelos, 8 Choquet et Lewis, 5 Choquet, 18 |  | Le Colisée, Chalon-sur-Saône Affluence : 4 000 Arbitres : Grégory Dubois Hugues Thépénier Alexandre Deman |

| 25 septembre 2018 20h00 | , | Levallois                                          | 68-81                               | Chalon-sur-Saône                                             |  | Palais des sports Marcel-Cerdan, Levallois-Perret Affluence : 1 400 Arbitres : Jean-Charles Collin Johann Jeanneau Alexandre Deman |
| 25 septembre 2018 20h00 | , | Score par quart-temps : 13-21, 18-16, 22-19, 22-18 |                                     |                                                              |  | Palais des sports Marcel-Cerdan, Levallois-Perret Affluence : 1 400 Arbitres : Jean-Charles Collin Johann Jeanneau Alexandre Deman |
| 25 septembre 2018 20h00 | , | Score par mi-temps : 31-37, 37-44                  |                                     |                                                              |  | Palais des sports Marcel-Cerdan, Levallois-Perret Affluence : 1 400 Arbitres : Jean-Charles Collin Johann Jeanneau Alexandre Deman |
| 25 septembre 2018 20h00 | , | Ukić, 14 Yarou, 7 Ukić, 5 Wright, 19               | Points Rebonds Passes d. Évaluation | Palacios et Robinson, 15 Camara, 10 Robinson, 9 Robinson, 20 |  | Palais des sports Marcel-Cerdan, Levallois-Perret Affluence : 1 400 Arbitres : Jean-Charles Collin Johann Jeanneau Alexandre Deman |

| 1er octobre 2018 20h45 | , | Bourg-en-Bresse                                    | 93-84                               | Chalon-sur-Saône                                 |  | Ekinox, Bourg-en-Bresse Arbitres : Eddie Viator Abdel Hamzaoui Mathieu Roux | RMC Sport 2 |
| 1er octobre 2018 20h45 | , | Score par quart-temps : 23-21, 26-18, 13-25, 31-20 |                                     |                                                  |  | Ekinox, Bourg-en-Bresse Arbitres : Eddie Viator Abdel Hamzaoui Mathieu Roux | RMC Sport 2 |
| 1er octobre 2018 20h45 | , | Score par mi-temps : 49-39, 44-45                  |                                     |                                                  |  | Ekinox, Bourg-en-Bresse Arbitres : Eddie Viator Abdel Hamzaoui Mathieu Roux | RMC Sport 2 |
| 1er octobre 2018 20h45 | , | Peacock, 20 Peacock, 8 Wright, 9 Peacock, 27       | Points Rebonds Passes d. Évaluation | Sanford, 20 Sanford, 7 Robinson, 11 Robinson, 28 |  | Ekinox, Bourg-en-Bresse Arbitres : Eddie Viator Abdel Hamzaoui Mathieu Roux | RMC Sport 2 |

| 6 octobre 2018 20h00 | , | Chalon-sur-Saône                                   | 97-65                               | Boulazac                                                |  | Le Colisée, Chalon-sur-Saône Affluence : 4 500 Arbitres : Freddy Lepercq Nicolas Maestre Jean-Michel Tartare |
| 6 octobre 2018 20h00 | , | Score par quart-temps : 22-12, 32-18, 28-22, 15-13 |                                     |                                                         |  | Le Colisée, Chalon-sur-Saône Affluence : 4 500 Arbitres : Freddy Lepercq Nicolas Maestre Jean-Michel Tartare |
| 6 octobre 2018 20h00 | , | Score par mi-temps : 54-30, 43-35                  |                                     |                                                         |  | Le Colisée, Chalon-sur-Saône Affluence : 4 500 Arbitres : Freddy Lepercq Nicolas Maestre Jean-Michel Tartare |
| 6 octobre 2018 20h00 | , | Robinson, 24 Sanford, 8 Robinson, 8 Sanford, 27    | Points Rebonds Passes d. Évaluation | De Jong, 19 De Jong, 6 Lesca et Mitchell, 6 De Jong, 23 |  | Le Colisée, Chalon-sur-Saône Affluence : 4 500 Arbitres : Freddy Lepercq Nicolas Maestre Jean-Michel Tartare |

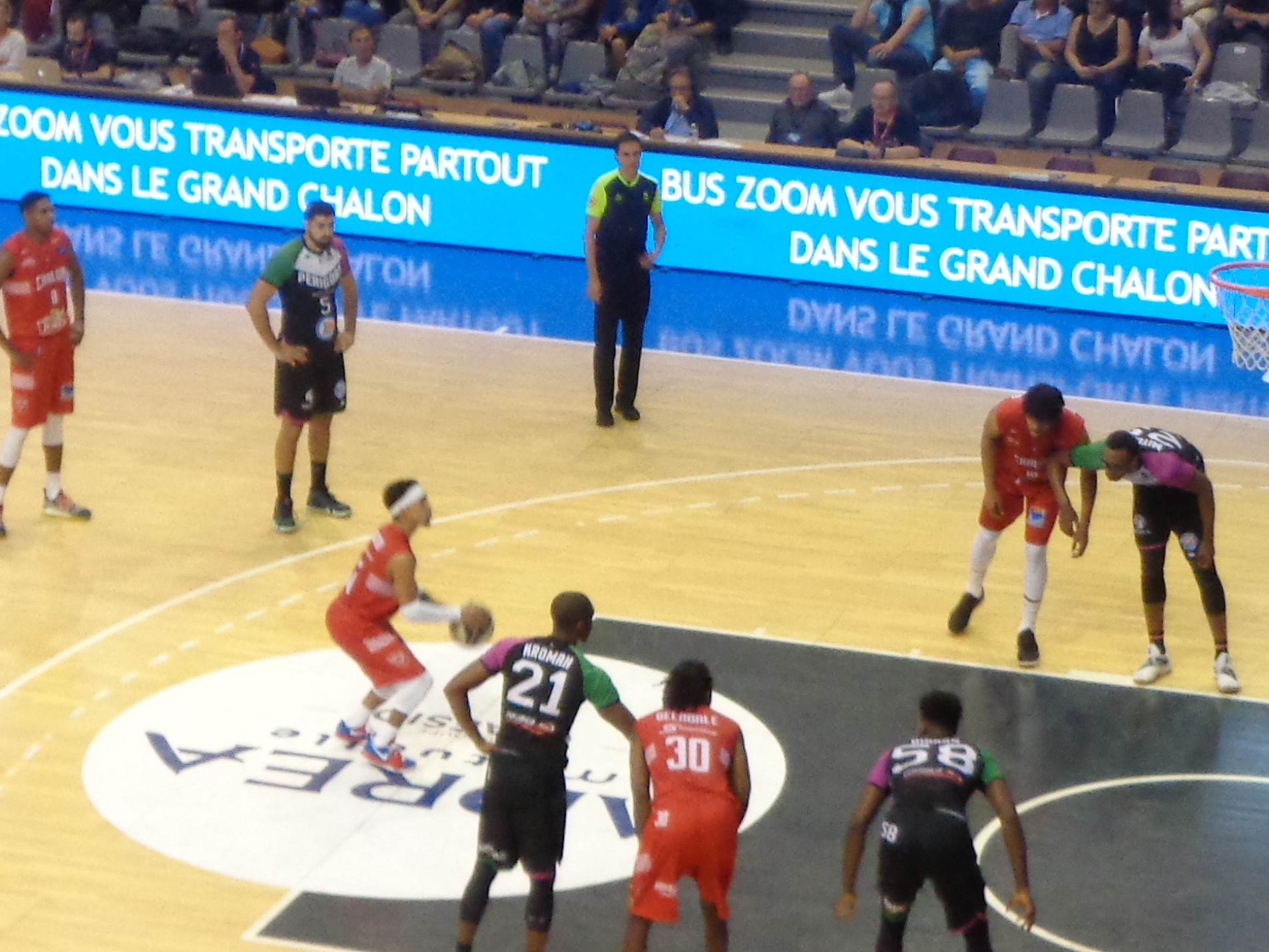
Match entre l'Elan Chalon et Boulazac
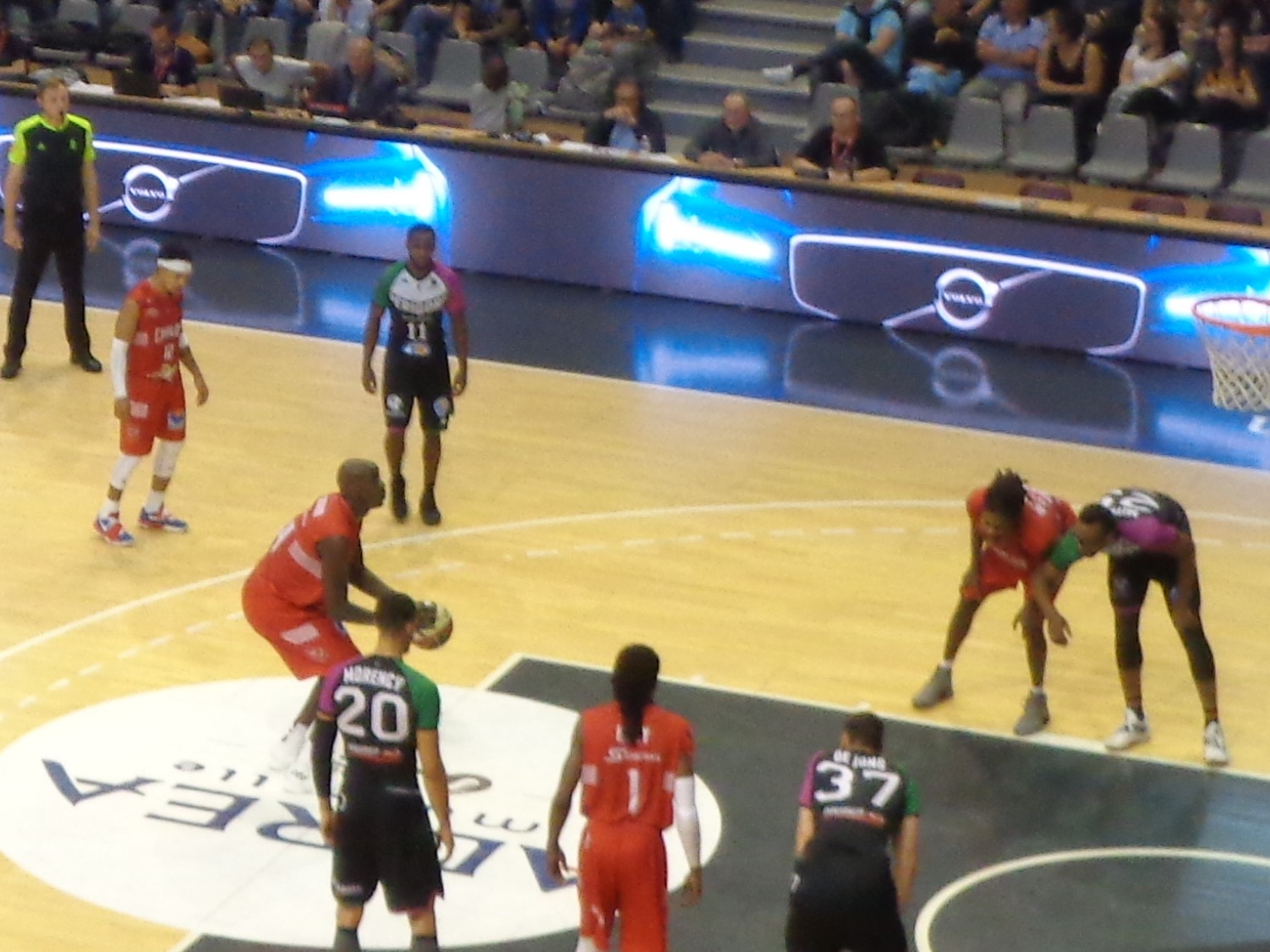
Match entre l'Elan Chalon et Boulazac
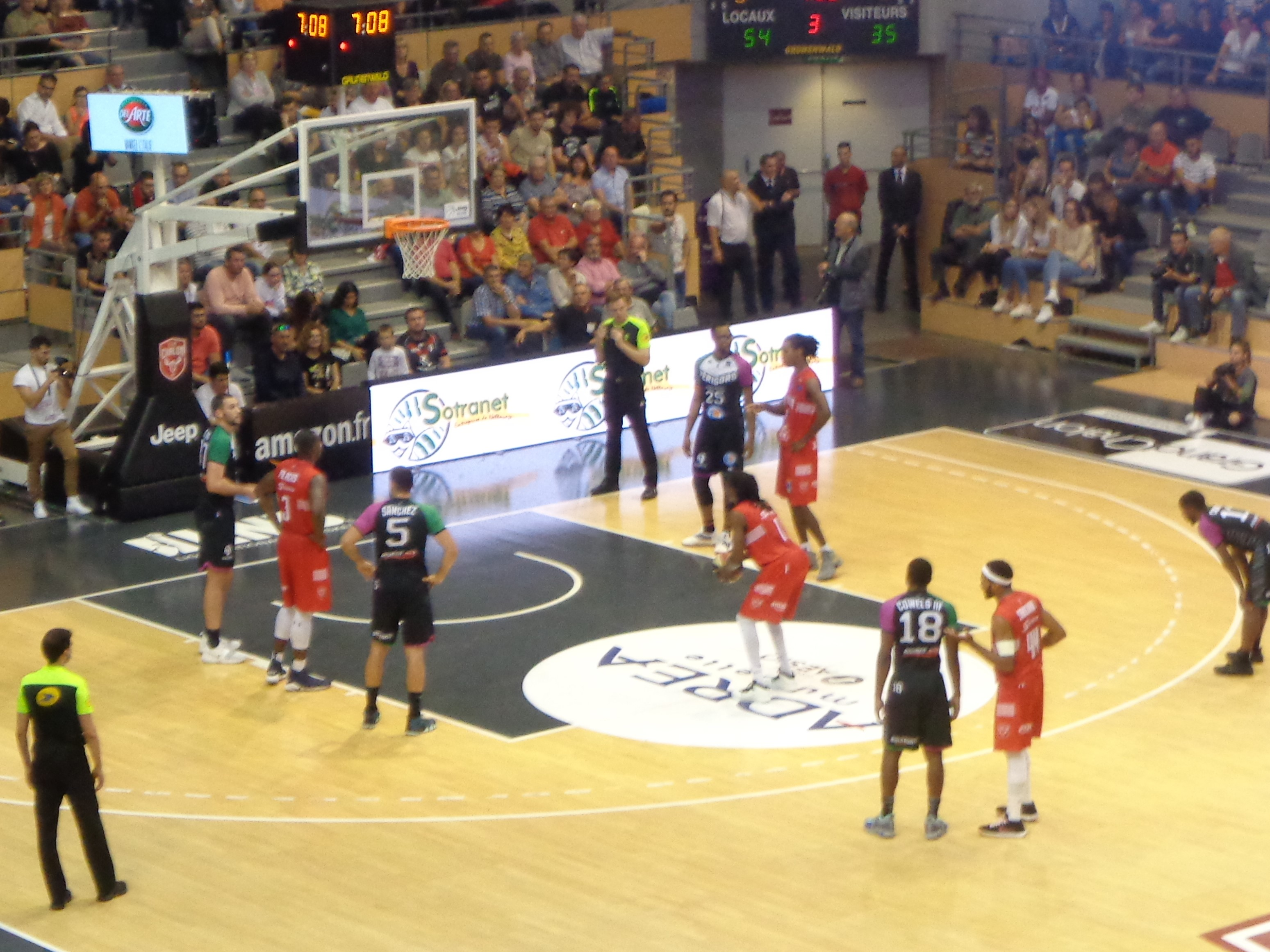
Match entre l'Elan Chalon et Boulazac
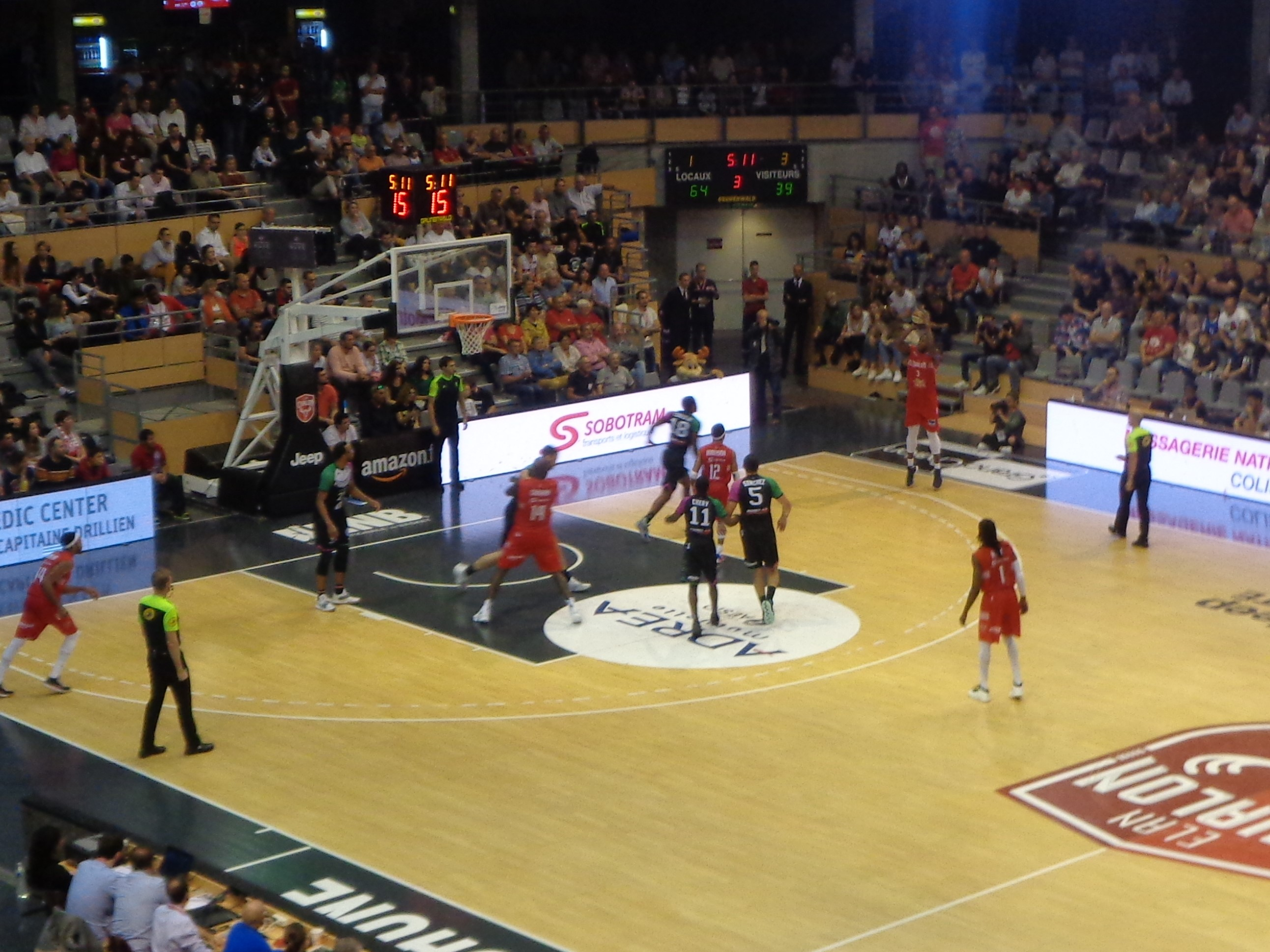
Match entre l'Elan Chalon et Boulazac
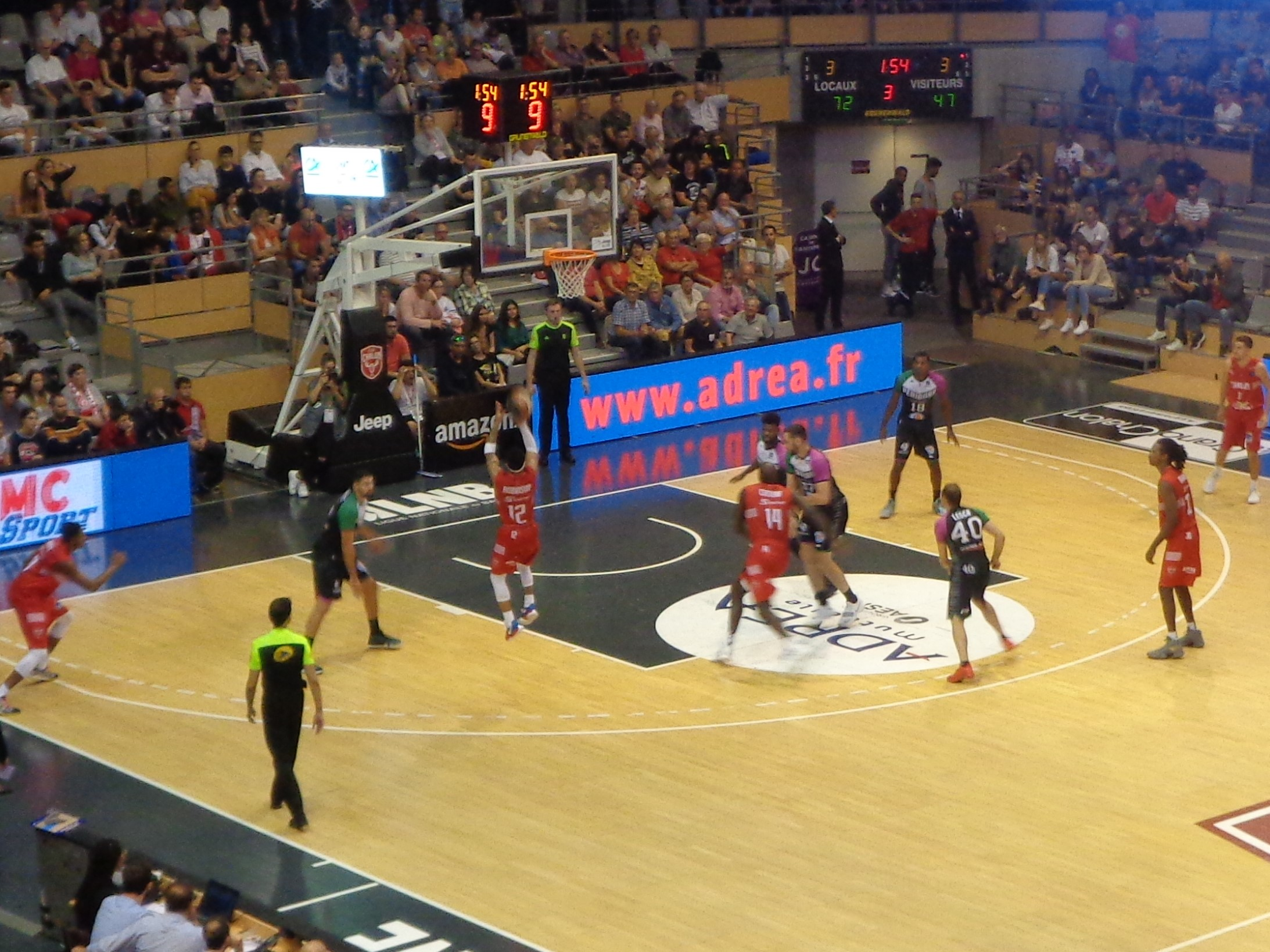
Match entre l'Elan Chalon et Boulazac
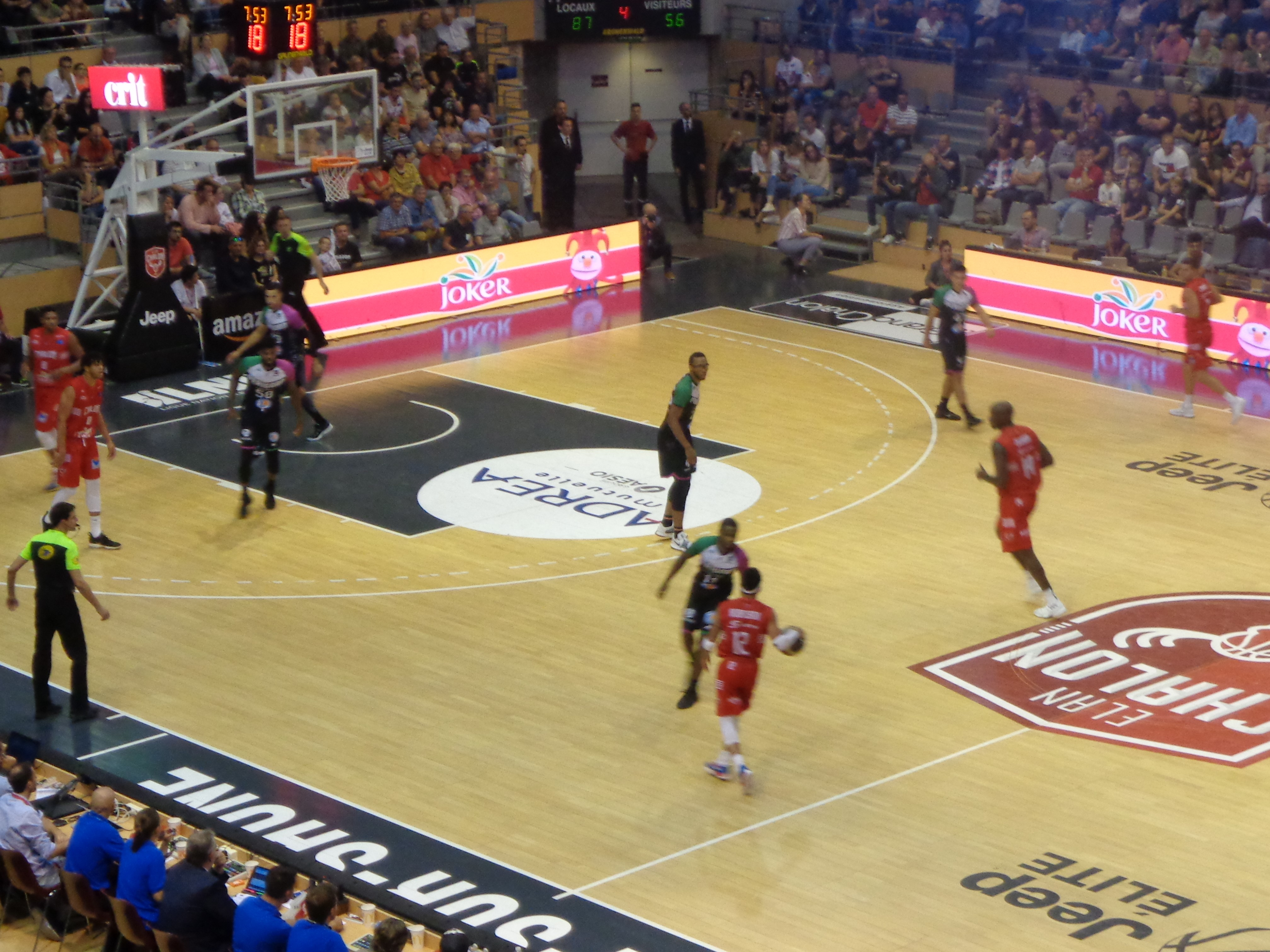
Match entre l'Elan Chalon et Boulazac

| 13 octobre 2018 18h30 | , | Chalon-sur-Saône                                            | 89-92                               | Lyon-Villeurbanne                                         |  | Le Colisée, Chalon-sur-Saône Affluence : 4 950 Arbitres : Mathieu Hosselet Bertrand Peyridieu | RMC Sport 2 |
| 13 octobre 2018 18h30 | , | Score par quart-temps : 18-23, 19-25, 23-18, 29-26          |                                     |                                                           |  | Le Colisée, Chalon-sur-Saône Affluence : 4 950 Arbitres : Mathieu Hosselet Bertrand Peyridieu | RMC Sport 2 |
| 13 octobre 2018 18h30 | , | Score par mi-temps : 37-48, 52-44                           |                                     |                                                           |  | Le Colisée, Chalon-sur-Saône Affluence : 4 950 Arbitres : Mathieu Hosselet Bertrand Peyridieu | RMC Sport 2 |
| 13 octobre 2018 18h30 | , | Robinson, 32 Camara, 12 Robinson et Sanford, 4 Robinson, 30 | Points Rebonds Passes d. Évaluation | Lighty, 19 Lighty et Noua, 7 Lighty et Noua, 5 Lighty, 28 |  | Le Colisée, Chalon-sur-Saône Affluence : 4 950 Arbitres : Mathieu Hosselet Bertrand Peyridieu | RMC Sport 2 |

| 19 octobre 2018 20h30 | , | Antibes                                           | 63-100                              | Chalon-sur-Saône                                |  | Azur Arena, Antibes Affluence : 2 500 Arbitres : Yohan Rosso Maxime Boubert Djilali Amrani |
| 19 octobre 2018 20h30 | , | Score par quart-temps : 19-30, 17-23, 6-23, 21-24 |                                     |                                                 |  | Azur Arena, Antibes Affluence : 2 500 Arbitres : Yohan Rosso Maxime Boubert Djilali Amrani |
| 19 octobre 2018 20h30 | , | Score par mi-temps : 36-53, 27-47                 |                                     |                                                 |  | Azur Arena, Antibes Affluence : 2 500 Arbitres : Yohan Rosso Maxime Boubert Djilali Amrani |
| 19 octobre 2018 20h30 | , | Rigot, 14 Raposo, 10 Šķēle, 6 Rigot, 13           | Points Rebonds Passes d. Évaluation | Robinson, 18 Camara, 9 Robinson, 8 Robinson, 25 |  | Azur Arena, Antibes Affluence : 2 500 Arbitres : Yohan Rosso Maxime Boubert Djilali Amrani |

| 27 octobre 2018 18h30 | , | Chalon-sur-Saône                                   | 79-78                               | Monaco                                   |  | Le Colisée, Chalon-sur-Saône Affluence : 4 950 Arbitres : Mehdi Diffalah Mathieu Bayot Jérémy Foucault | RMC Sport 2 |
| 27 octobre 2018 18h30 | , | Score par quart-temps : 18-18, 15-15, 17-26, 29-19 |                                     |                                          |  | Le Colisée, Chalon-sur-Saône Affluence : 4 950 Arbitres : Mehdi Diffalah Mathieu Bayot Jérémy Foucault | RMC Sport 2 |
| 27 octobre 2018 18h30 | , | Score par mi-temps : 33-33, 46-45                  |                                     |                                          |  | Le Colisée, Chalon-sur-Saône Affluence : 4 950 Arbitres : Mehdi Diffalah Mathieu Bayot Jérémy Foucault | RMC Sport 2 |
| 27 octobre 2018 18h30 | , | Sanford, 24 Camara, 12 Robinson, 8 Sanford, 25     | Points Rebonds Passes d. Évaluation | Jones, 22 Joseph, 8 Needham, 5 Jones, 23 |  | Le Colisée, Chalon-sur-Saône Affluence : 4 950 Arbitres : Mehdi Diffalah Mathieu Bayot Jérémy Foucault | RMC Sport 2 |

| 5 novembre 2018 20h45 | , | Le Portel                                                          | 82-85                               | Chalon-sur-Saône                                 | OT | Le Chaudron, Le Portel Affluence : 3 500 Arbitres : Mehdi Diffalah Régis Bardera Bernardo Lopes | RMC Sport 2 |
| 5 novembre 2018 20h45 | , | Score par quart-temps : 16-14, 17-13, 23-20, 17-26, OT : 9-12      |                                     |                                                  | OT | Le Chaudron, Le Portel Affluence : 3 500 Arbitres : Mehdi Diffalah Régis Bardera Bernardo Lopes | RMC Sport 2 |
| 5 novembre 2018 20h45 | , | Score par mi-temps : 33-27, 40-46                                  |                                     |                                                  | OT | Le Chaudron, Le Portel Affluence : 3 500 Arbitres : Mehdi Diffalah Régis Bardera Bernardo Lopes | RMC Sport 2 |
| 5 novembre 2018 20h45 | , | Williams, 20 Anosike et Drouault, 8 Mangin, Traoré et Williams, 18 | Points Rebonds Passes d. Évaluation | Robinson, 19 Camara, 9 Robinson, 11 Robinson, 25 | OT | Le Chaudron, Le Portel Affluence : 3 500 Arbitres : Mehdi Diffalah Régis Bardera Bernardo Lopes | RMC Sport 2 |

| 11 novembre 2018 18h30 | , | Chalon-sur-Saône                                       | 81-89                               | Dijon                                         |  | Le Colisée, Chalon-sur-Saône Affluence : 4 950 Arbitres : Eddy Viator Ahmed Ait Bari | RMC Sport 2 |
| 11 novembre 2018 18h30 | , | Score par quart-temps : 20-20, 19-23, 21-24, 21-22     |                                     |                                               |  | Le Colisée, Chalon-sur-Saône Affluence : 4 950 Arbitres : Eddy Viator Ahmed Ait Bari | RMC Sport 2 |
| 11 novembre 2018 18h30 | , | Score par mi-temps : 39-43, 42-46                      |                                     |                                               |  | Le Colisée, Chalon-sur-Saône Affluence : 4 950 Arbitres : Eddy Viator Ahmed Ait Bari | RMC Sport 2 |
| 11 novembre 2018 18h30 | , | Sanford, 16 Camara, 11 Robinson, 9 Riley et Camara, 16 | Points Rebonds Passes d. Évaluation | Pearson, 27 Leloup, 7 Holston, 13 Pearson, 30 |  | Le Colisée, Chalon-sur-Saône Affluence : 4 950 Arbitres : Eddy Viator Ahmed Ait Bari | RMC Sport 2 |

| 19 novembre 2018 20h45 | , | Châlons Reims                                      | 91-87                               | Chalon-sur-Saône                                  |  | Complexe René-Tys, Reims | RMC Sport 2 |
| 19 novembre 2018 20h45 | , | Score par quart-temps : 30-16, 23-19, 20-22, 18-30 |                                     |                                                   |  | Complexe René-Tys, Reims | RMC Sport 2 |
| 19 novembre 2018 20h45 | , | Score par mi-temps : 53-35, 38-52                  |                                     |                                                   |  | Complexe René-Tys, Reims | RMC Sport 2 |
| 19 novembre 2018 20h45 | , | Schilb, 19 Schilb, 10 Schilb, 5 Schilb, 30         | Points Rebonds Passes d. Évaluation | Palacios, 17 Robinson, 7 Robinson, 7 Palacios, 19 |  | Complexe René-Tys, Reims | RMC Sport 2 |

| 24 novembre 2018 18h30 | , | Pau-Lacq-Orthez                                     | 101-96                              | Chalon-sur-Saône                                  |  | Palais des sports de Pau, Pau Affluence : 4 000 Arbitres : Joseph Bissang Thomas Bissuel Thomas Kerisit | RMC Sport 2 |
| 24 novembre 2018 18h30 | , | Score par quart-temps : 23-25, 18-20, 26-21, 34-30  |                                     |                                                   |  | Palais des sports de Pau, Pau Affluence : 4 000 Arbitres : Joseph Bissang Thomas Bissuel Thomas Kerisit | RMC Sport 2 |
| 24 novembre 2018 18h30 | , | Score par mi-temps : 41-45, 60-51                   |                                     |                                                   |  | Palais des sports de Pau, Pau Affluence : 4 000 Arbitres : Joseph Bissang Thomas Bissuel Thomas Kerisit | RMC Sport 2 |
| 24 novembre 2018 18h30 | , | Harris, 31 Chikoko et Smith, 7 Smith, 10 Harris, 34 | Points Rebonds Passes d. Évaluation | Robinson, 27 Palacios, 5 Robinson, 7 Robinson, 33 |  | Palais des sports de Pau, Pau Affluence : 4 000 Arbitres : Joseph Bissang Thomas Bissuel Thomas Kerisit | RMC Sport 2 |

| 8 décembre 2018 20h00 | , | Chalon-sur-Saône                                   | 100-102                             | Gravelines Dunkerque                               |  | Le Colisée, Chalon-sur-Saône Affluence : 4 500 Arbitres : Joseph Bissang Thomas Bissuel Matheu Roux |
| 8 décembre 2018 20h00 | , | Score par quart-temps : 22-25, 30-20, 12-29, 36-28 |                                     |                                                    |  | Le Colisée, Chalon-sur-Saône Affluence : 4 500 Arbitres : Joseph Bissang Thomas Bissuel Matheu Roux |
| 8 décembre 2018 20h00 | , | Score par mi-temps : 52-45, 48-57                  |                                     |                                                    |  | Le Colisée, Chalon-sur-Saône Affluence : 4 500 Arbitres : Joseph Bissang Thomas Bissuel Matheu Roux |
| 8 décembre 2018 20h00 | , | Robinson, 21 Palacios, 10 Robinson, 8 Robinson, 25 | Points Rebonds Passes d. Évaluation | Sosa, 30 Anderson et Koffi, 6 Anderson, 6 Sosa, 34 |  | Le Colisée, Chalon-sur-Saône Affluence : 4 500 Arbitres : Joseph Bissang Thomas Bissuel Matheu Roux |

| 17 décembre 2018 20h45 | [ 37 ] | Strasbourg                                                 | 90-81                               | Chalon-sur-Saône                                           |  | Rhénus Sport, Strasbourg Affluence : 5 016 | RMC Sport 2 |
| 17 décembre 2018 20h45 | [ 37 ] | Score par quart-temps : 22-24, 27-19, 18-12, 23-26         |                                     |                                                            |  | Rhénus Sport, Strasbourg Affluence : 5 016 | RMC Sport 2 |
| 17 décembre 2018 20h45 | [ 37 ] | Score par mi-temps : 49-43, 41-38                          |                                     |                                                            |  | Rhénus Sport, Strasbourg Affluence : 5 016 | RMC Sport 2 |
| 17 décembre 2018 20h45 | [ 37 ] | Eddie, 22 Fall, 7 Beyhurst et Green, 5 Traoré et Eddie, 25 | Points Rebonds Passes d. Évaluation | Palacios, 19 Camara, 9 Sanford et Palacios, 4 Palacios, 26 |  | Rhénus Sport, Strasbourg Affluence : 5 016 | RMC Sport 2 |

| 22 décembre 2018 18h30 | , | Chalon-sur-Saône                                   | 85-74                               | Le Mans                                          |  | Le Colisée, Chalon-sur-Saône Affluence : 4 950 Arbitres : Hugues Thépénier Thomas Bissuel Ahmed Ait Bari | RMC Sport 2 |
| 22 décembre 2018 18h30 | , | Score par quart-temps : 25-16, 25-17, 10-18, 25-23 |                                     |                                                  |  | Le Colisée, Chalon-sur-Saône Affluence : 4 950 Arbitres : Hugues Thépénier Thomas Bissuel Ahmed Ait Bari | RMC Sport 2 |
| 22 décembre 2018 18h30 | , | Score par mi-temps : 50-33, 35-41                  |                                     |                                                  |  | Le Colisée, Chalon-sur-Saône Affluence : 4 950 Arbitres : Hugues Thépénier Thomas Bissuel Ahmed Ait Bari | RMC Sport 2 |
| 22 décembre 2018 18h30 | , | Riley, 18 Camara, 9 Robinson, 7 Riley, 22          | Points Rebonds Passes d. Évaluation | Thompson, 24 Yeguete, 5 Thompson, 5 Thompson, 22 |  | Le Colisée, Chalon-sur-Saône Affluence : 4 950 Arbitres : Hugues Thépénier Thomas Bissuel Ahmed Ait Bari | RMC Sport 2 |

| 27 décembre 2018 20h00 | , | Cholet                                                       | 98-94                               | Chalon-sur-Saône                                           | ap | La Meilleraie, Cholet Affluence : 4 800 Arbitres : Mathieux Hosselet Jean-Michel Tartare Bernardo Lopes |
| 27 décembre 2018 20h00 | , | Score par quart-temps : 15-22, 26-18, 29-23, 19-26, OT : 9-5 |                                     |                                                            | ap | La Meilleraie, Cholet Affluence : 4 800 Arbitres : Mathieux Hosselet Jean-Michel Tartare Bernardo Lopes |
| 27 décembre 2018 20h00 | , | Score par mi-temps : 41-40, 48-49                            |                                     |                                                            | ap | La Meilleraie, Cholet Affluence : 4 800 Arbitres : Mathieux Hosselet Jean-Michel Tartare Bernardo Lopes |
| 27 décembre 2018 20h00 | , | Perrantes, 19 Hassel, 17 Perrantes, 12 Perrantes, 27         | Points Rebonds Passes d. Évaluation | Palacios, 24 Sanford, 8 Robinson et Sanford, 7 Sanford, 30 | ap | La Meilleraie, Cholet Affluence : 4 800 Arbitres : Mathieux Hosselet Jean-Michel Tartare Bernardo Lopes |

| 12 janvier 2019 20h00 | , | Chalon-sur-Saône                                             | 73-77                               | Limoges                                         |  | Le Colisée, Chalon-sur-Saône Affluence : 4 950 Arbitres : David Chambon Maxime Boubert Carimentrad |
| 12 janvier 2019 20h00 | , | Score par quart-temps : 16-15, 23-21, 20-27, 14-14           |                                     |                                                 |  | Le Colisée, Chalon-sur-Saône Affluence : 4 950 Arbitres : David Chambon Maxime Boubert Carimentrad |
| 12 janvier 2019 20h00 | , | Score par mi-temps : 39-36, 34-41                            |                                     |                                                 |  | Le Colisée, Chalon-sur-Saône Affluence : 4 950 Arbitres : David Chambon Maxime Boubert Carimentrad |
| 12 janvier 2019 20h00 | , | Sanford et Gelabale, 18 Gelabale, 6 Robinson, 5 Gelabale, 22 | Points Rebonds Passes d. Évaluation | Hardy, 20 Boutsiele, 8 Taylor, 14 Boutsiele, 22 |  | Le Colisée, Chalon-sur-Saône Affluence : 4 950 Arbitres : David Chambon Maxime Boubert Carimentrad |

| 19 janvier 2019 20h00 | , | Nanterre                                                     | 81-78                               | Chalon-sur-Saône                                          |  | Palais des sports Maurice-Thorez, Nanterre Affluence : 2 367 Arbitres : Yohan Rosso David Mortz Benjamin Gleynat |
| 19 janvier 2019 20h00 | , | Score par quart-temps : 19-17, 25-22, 13-27, 24-12           |                                     |                                                           |  | Palais des sports Maurice-Thorez, Nanterre Affluence : 2 367 Arbitres : Yohan Rosso David Mortz Benjamin Gleynat |
| 19 janvier 2019 20h00 | , | Score par mi-temps : 44-39, 37-39                            |                                     |                                                           |  | Palais des sports Maurice-Thorez, Nanterre Affluence : 2 367 Arbitres : Yohan Rosso David Mortz Benjamin Gleynat |
| 19 janvier 2019 20h00 | , | Invernizzi, 20 Treadwell, 9 Dominic Waters, 4 Invernizzi, 22 | Points Rebonds Passes d. Évaluation | Palacios, 21 Riley et Sanford, 5 Robinson, 5 Palacios, 17 |  | Palais des sports Maurice-Thorez, Nanterre Affluence : 2 367 Arbitres : Yohan Rosso David Mortz Benjamin Gleynat |

#### Matchs retour
| 26 janvier 2019 20h00 | , | Chalon-sur-Saône                                   | 92-70                               | Le Portel                               |  | Le Colisée, Chalon-sur-Saône Affluence : 4 950 Arbitres : Philippe Creton Nicolas Maestre Marion Ortis |
| 26 janvier 2019 20h00 | , | Score par quart-temps : 19-20, 27-15, 18-15, 28-20 |                                     |                                         |  | Le Colisée, Chalon-sur-Saône Affluence : 4 950 Arbitres : Philippe Creton Nicolas Maestre Marion Ortis |
| 26 janvier 2019 20h00 | , | Score par mi-temps : 46-35, 46-35                  |                                     |                                         |  | Le Colisée, Chalon-sur-Saône Affluence : 4 950 Arbitres : Philippe Creton Nicolas Maestre Marion Ortis |
| 26 janvier 2019 20h00 | , | Palacios, 19 Palacios, 10 Robinson, 9 Palacios, 22 | Points Rebonds Passes d. Évaluation | Curry, 20 Traoré, 8 Mangin, 5 Curry, 20 |  | Le Colisée, Chalon-sur-Saône Affluence : 4 950 Arbitres : Philippe Creton Nicolas Maestre Marion Ortis |

| 4 février 2019 20h45 | , | Gravelines Dunkerque                               | 66-91                               | Chalon-sur-Saône                                 |  | Sportica, Gravelines Affluence : 3 043 Arbitres : Paul Antiphon Grégory Dubois | RMC Sport 2 |
| 4 février 2019 20h45 | , | Score par quart-temps : 14-22, 14-30, 15-17, 23-22 |                                     |                                                  |  | Sportica, Gravelines Affluence : 3 043 Arbitres : Paul Antiphon Grégory Dubois | RMC Sport 2 |
| 4 février 2019 20h45 | , | Score par mi-temps : 28-52, 38-39                  |                                     |                                                  |  | Sportica, Gravelines Affluence : 3 043 Arbitres : Paul Antiphon Grégory Dubois | RMC Sport 2 |
| 4 février 2019 20h45 | , | Anderson, 13 Fofana, 6 Anthony, 9 Fofana, 12       | Points Rebonds Passes d. Évaluation | Palacios, 21 Camara, 12 Robinson, 7 Robinson, 23 |  | Sportica, Gravelines Affluence : 3 043 Arbitres : Paul Antiphon Grégory Dubois | RMC Sport 2 |

| 10 février 2019 18h30 |                                    | Chalon-sur-Saône         | 78-82 | Pau-Lacq-Orthez |  | , |
| 10 février 2019 18h30 | Score par quart-temps : -, -, -, - |                          |       |                 |  | , |
| 10 février 2019 18h30 | Score par mi-temps : -, -          |                          |       |                 |  | , |
| 10 février 2019 18h30 | ,                                  | Points Rebonds Passes d. | ,     |                 |  | , |

| 1er mars 2019 20h00 |                                    | Fos-sur-Mer              | 76-73 | Chalon-sur-Saône |  | , |
| 1er mars 2019 20h00 | Score par quart-temps : -, -, -, - |                          |       |                  |  | , |
| 1er mars 2019 20h00 | Score par mi-temps : -, -          |                          |       |                  |  | , |
| 1er mars 2019 20h00 | ,                                  | Points Rebonds Passes d. | ,     |                  |  | , |

| 9 mars 2019 20h00 |                                    | Chalon-sur-Saône         | 77-92 | Strasbourg |  | , |
| 9 mars 2019 20h00 | Score par quart-temps : -, -, -, - |                          |       |            |  | , |
| 9 mars 2019 20h00 | Score par mi-temps : -, -          |                          |       |            |  | , |
| 9 mars 2019 20h00 | ,                                  | Points Rebonds Passes d. | ,     |            |  | , |

| 23 mars 2019 20h00 |                                    | Lyon-Villeurbanne        | 106-104 | Chalon-sur-Saône |  | , |
| 23 mars 2019 20h00 | Score par quart-temps : -, -, -, - |                          |         |                  |  | , |
| 23 mars 2019 20h00 | Score par mi-temps : -, -          |                          |         |                  |  | , |
| 23 mars 2019 20h00 | ,                                  | Points Rebonds Passes d. | ,       |                  |  | , |

| 30 mars 2019 20h00 |                                    | Chalon-sur-Saône         | 89-84 | Cholet |  | , |
| 30 mars 2019 20h00 | Score par quart-temps : -, -, -, - |                          |       |        |  | , |
| 30 mars 2019 20h00 | Score par mi-temps : -, -          |                          |       |        |  | , |
| 30 mars 2019 20h00 | ,                                  | Points Rebonds Passes d. | ,     |        |  | , |

| 5 mars 2019 20h00 |                                    | Boulazac                 | 80-75 | Chalon-sur-Saône |  | , |
| 5 mars 2019 20h00 | Score par quart-temps : -, -, -, - |                          |       |                  |  | , |
| 5 mars 2019 20h00 | Score par mi-temps : -, -          |                          |       |                  |  | , |
| 5 mars 2019 20h00 | ,                                  | Points Rebonds Passes d. | ,     |                  |  | , |

| 9 avril 2019 20h00 |                                    | Chalon-sur-Saône         | 76-79 | Bourg-en-Bresse |  | , |
| 9 avril 2019 20h00 | Score par quart-temps : -, -, -, - |                          |       |                 |  | , |
| 9 avril 2019 20h00 | Score par mi-temps : -, -          |                          |       |                 |  | , |
| 9 avril 2019 20h00 | ,                                  | Points Rebonds Passes d. | ,     |                 |  | , |

| 13 avril 2019 20h00 |                                    | Chalon-sur-Saône         | 92-70 | Antibes |  | , |
| 13 avril 2019 20h00 | Score par quart-temps : -, -, -, - |                          |       |         |  | , |
| 13 avril 2019 20h00 | Score par mi-temps : -, -          |                          |       |         |  | , |
| 13 avril 2019 20h00 | ,                                  | Points Rebonds Passes d. | ,     |         |  | , |

| 20 avril 2019 20h00 |                                    | Monaco                   | 93-78 | Chalon-sur-Saône |  | , |
| 20 avril 2019 20h00 | Score par quart-temps : -, -, -, - |                          |       |                  |  | , |
| 20 avril 2019 20h00 | Score par mi-temps : -, -          |                          |       |                  |  | , |
| 20 avril 2019 20h00 | ,                                  | Points Rebonds Passes d. | ,     |                  |  | , |

| 23 avril 2019 20h00 |                                    | Chalon-sur-Saône         | 90-79 | Levallois |  | , |
| 23 avril 2019 20h00 | Score par quart-temps : -, -, -, - |                          |       |           |  | , |
| 23 avril 2019 20h00 | Score par mi-temps : -, -          |                          |       |           |  | , |
| 23 avril 2019 20h00 | ,                                  | Points Rebonds Passes d. | ,     |           |  | , |

| 27 avril 2019 20h00 |                                    | Chalon-sur-Saône         | 94-97 | Nanterre |  | , |
| 27 avril 2019 20h00 | Score par quart-temps : -, -, -, - |                          |       |          |  | , |
| 27 avril 2019 20h00 | Score par mi-temps : -, -          |                          |       |          |  | , |
| 27 avril 2019 20h00 | ,                                  | Points Rebonds Passes d. | ,     |          |  | , |

| 3 mai 2019 20h00 |                                    | Dijon                    | 80-72 | Chalon-sur-Saône |  | , |
| 3 mai 2019 20h00 | Score par quart-temps : -, -, -, - |                          |       |                  |  | , |
| 3 mai 2019 20h00 | Score par mi-temps : -, -          |                          |       |                  |  | , |
| 3 mai 2019 20h00 | ,                                  | Points Rebonds Passes d. | ,     |                  |  | , |

| 7 mai 2019 20h00 |                                    | Limoges                  | 111-103 | Chalon-sur-Saône |  | , |
| 7 mai 2019 20h00 | Score par quart-temps : -, -, -, - |                          |         |                  |  | , |
| 7 mai 2019 20h00 | Score par mi-temps : -, -          |                          |         |                  |  | , |
| 7 mai 2019 20h00 | ,                                  | Points Rebonds Passes d. | ,       |                  |  | , |

| 12 mai 2019 20h00 |                                    | Chalon-sur-Saône         | 66-98 | Châlons Reims |  | , |
| 12 mai 2019 20h00 | Score par quart-temps : -, -, -, - |                          |       |               |  | , |
| 12 mai 2019 20h00 | Score par mi-temps : -, -          |                          |       |               |  | , |
| 12 mai 2019 20h00 | ,                                  | Points Rebonds Passes d. | ,     |               |  | , |

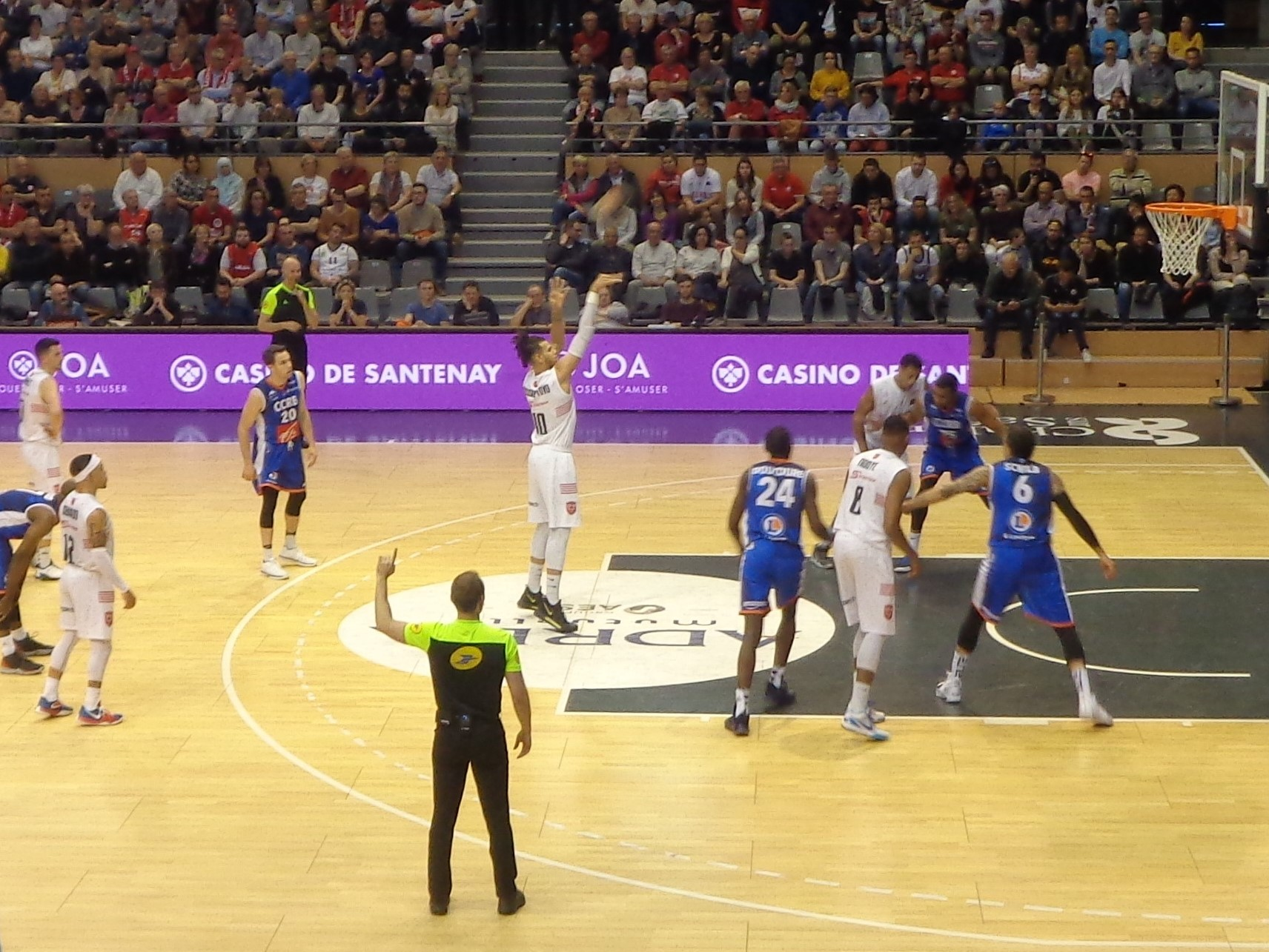
Match entre l'Elan Chalon et Châlons Reims
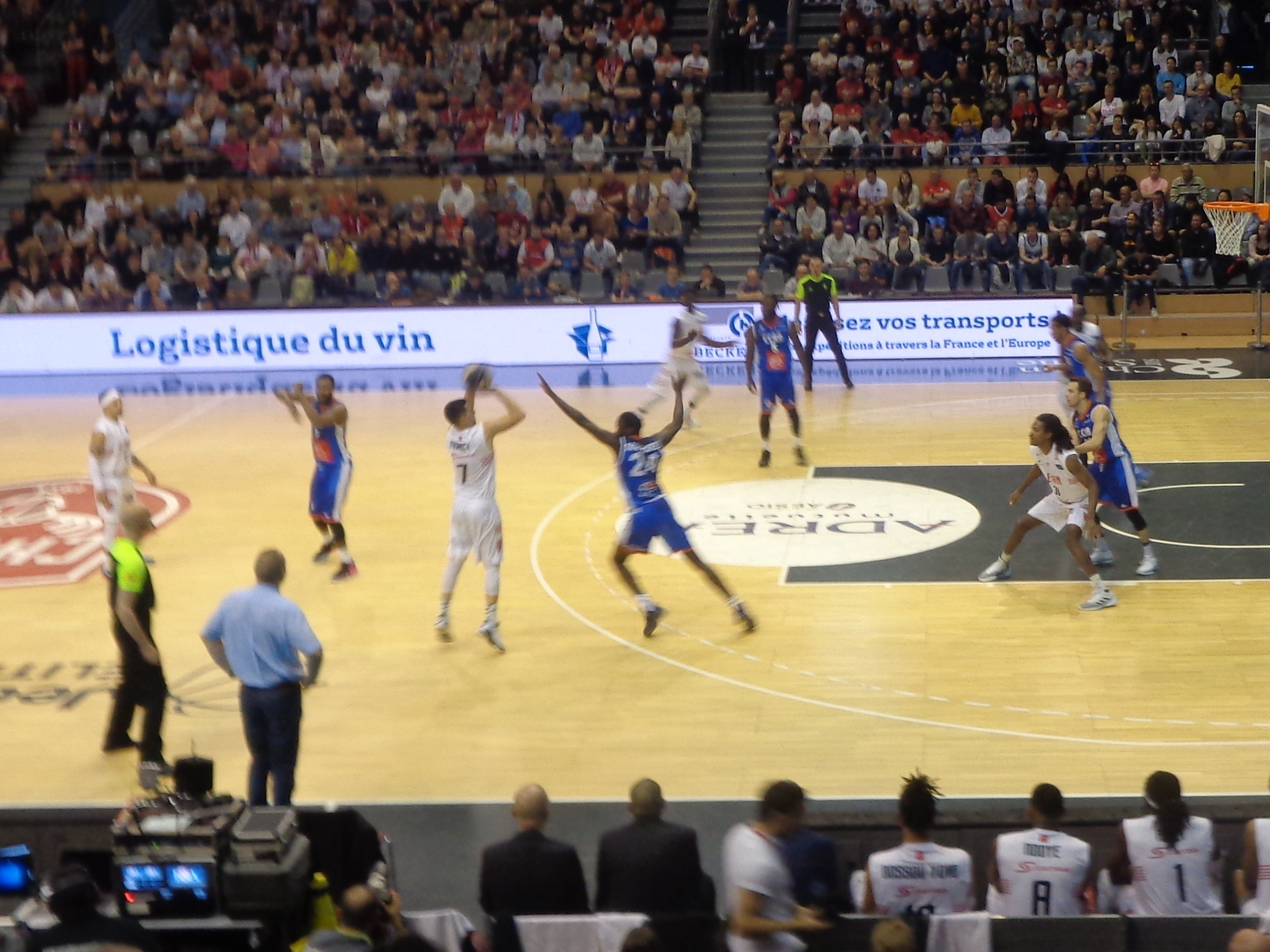
Match de entre l'Elan Chalon et Châlons Reims
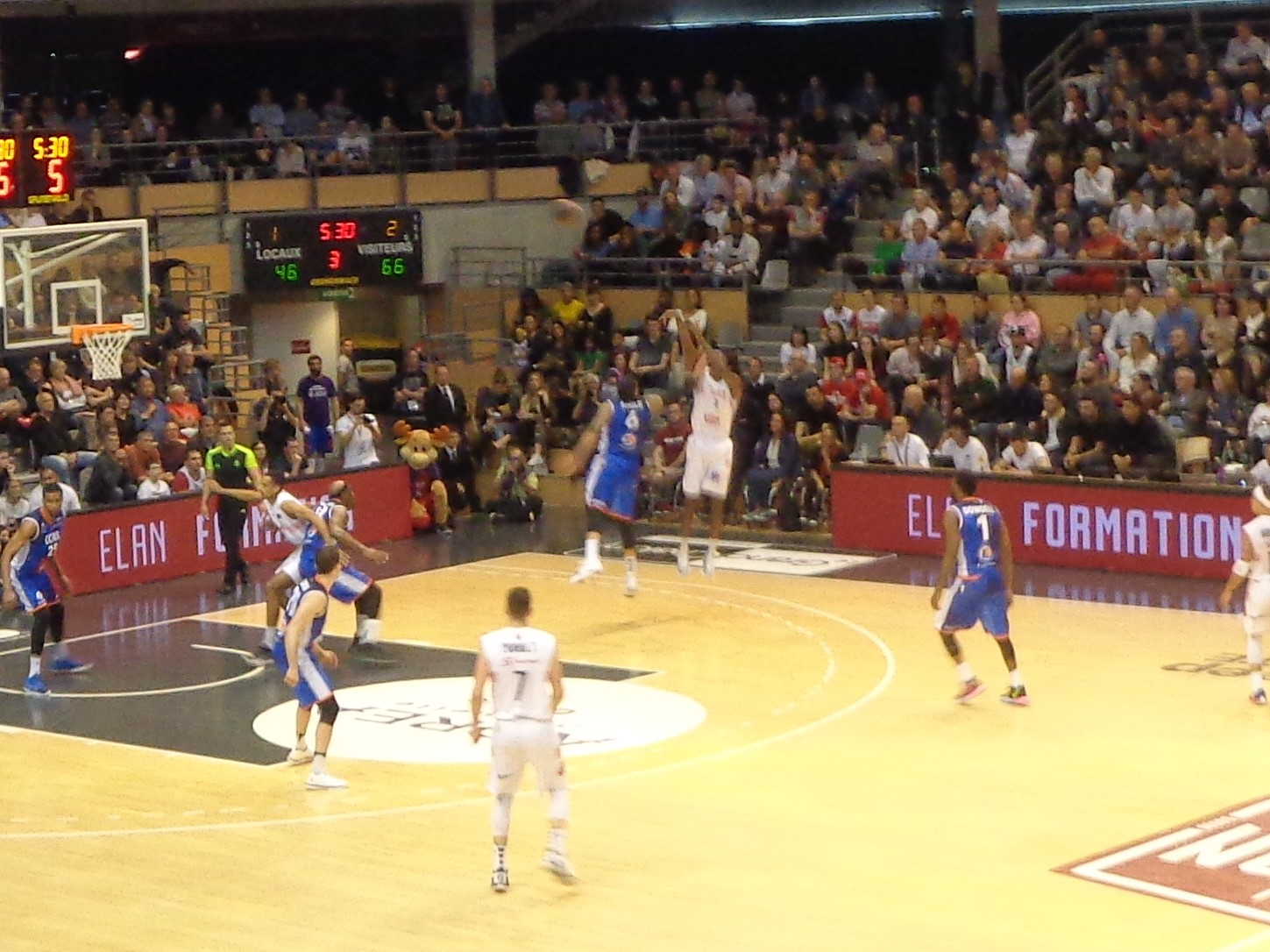
Match entre l'Elan Chalon et Châlons Reims
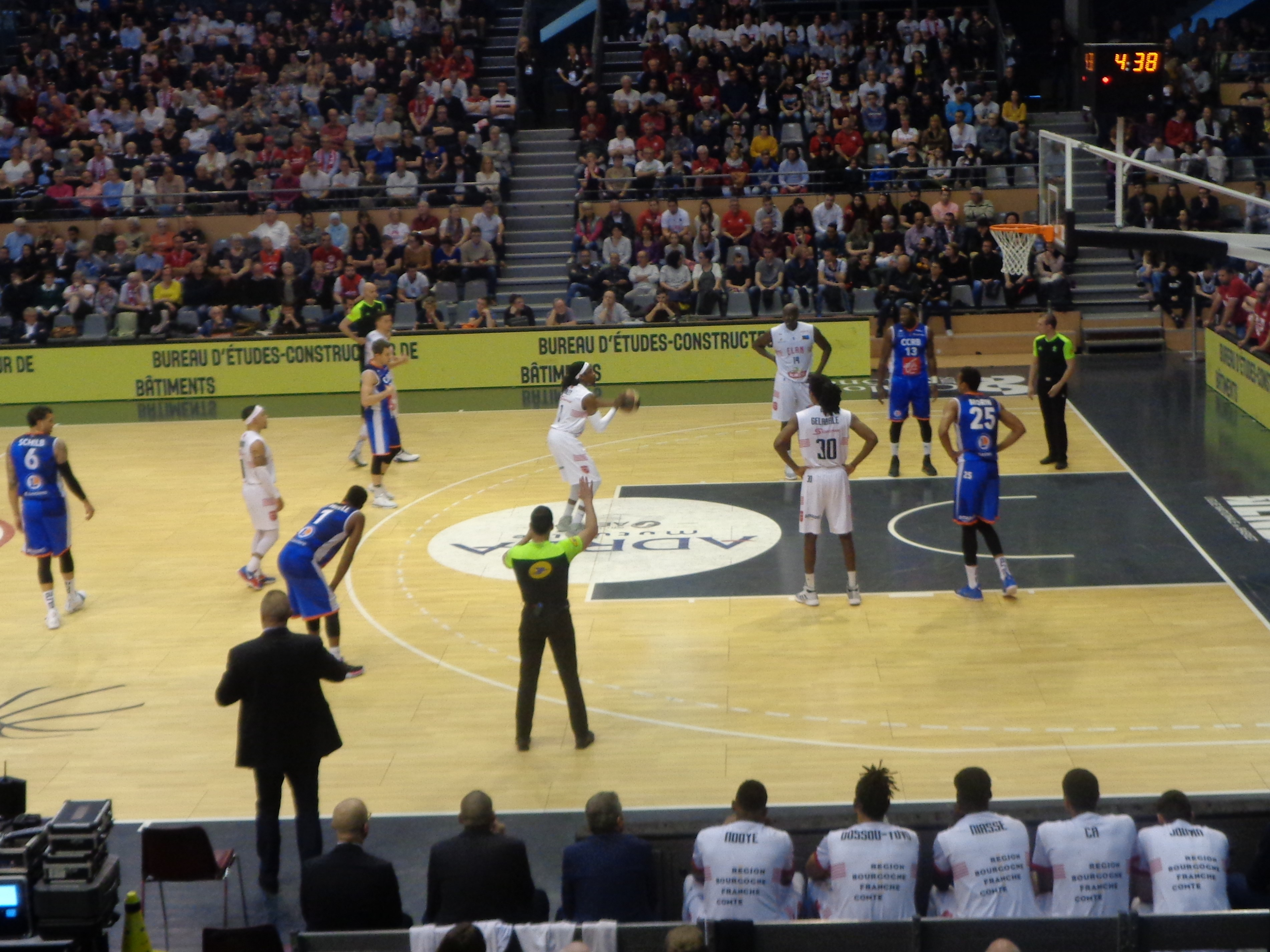
Match entre l'Elan Chalon et Châlons Reims
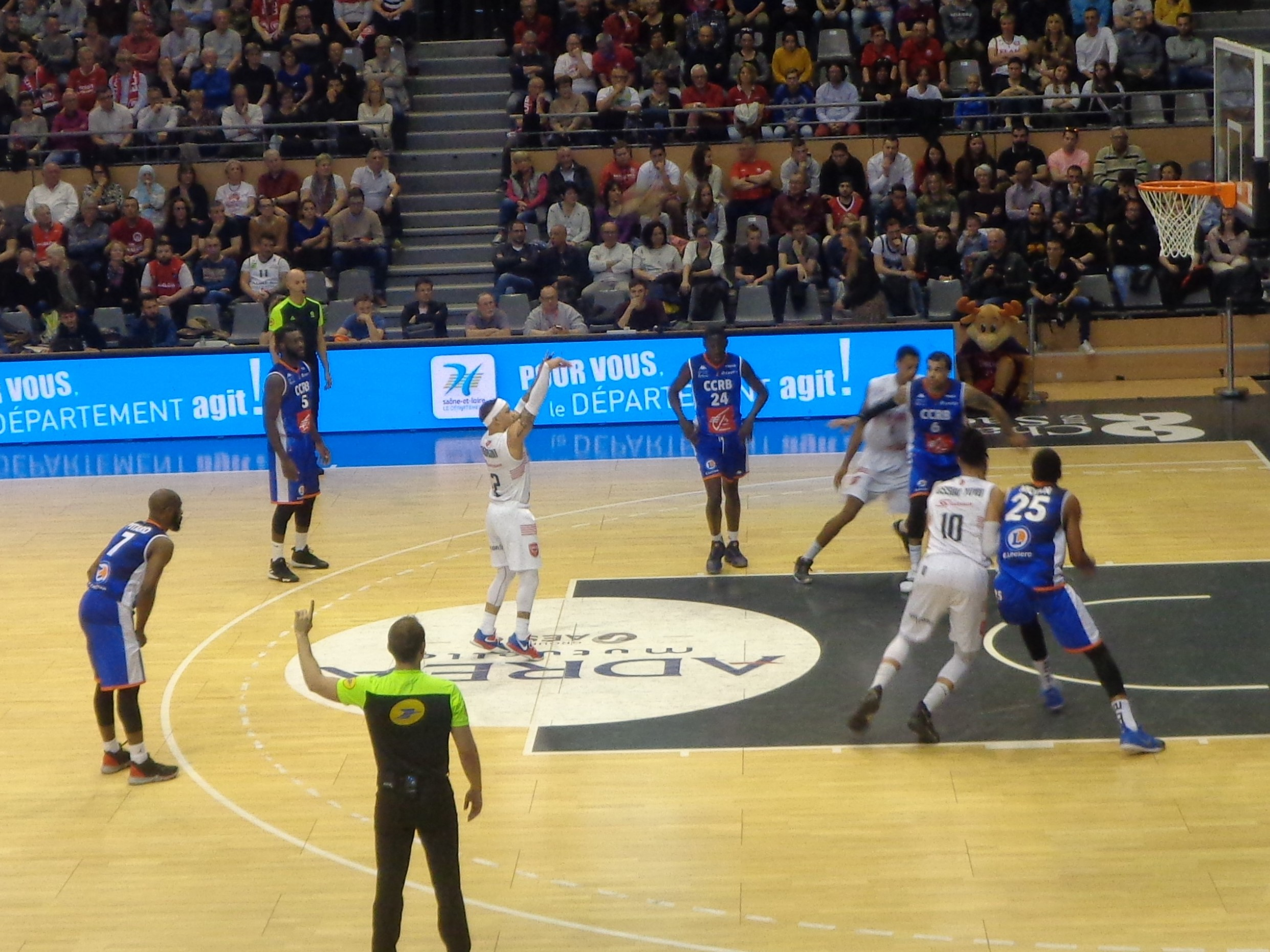
Match entre l'Elan Chalon et Châlons Reims
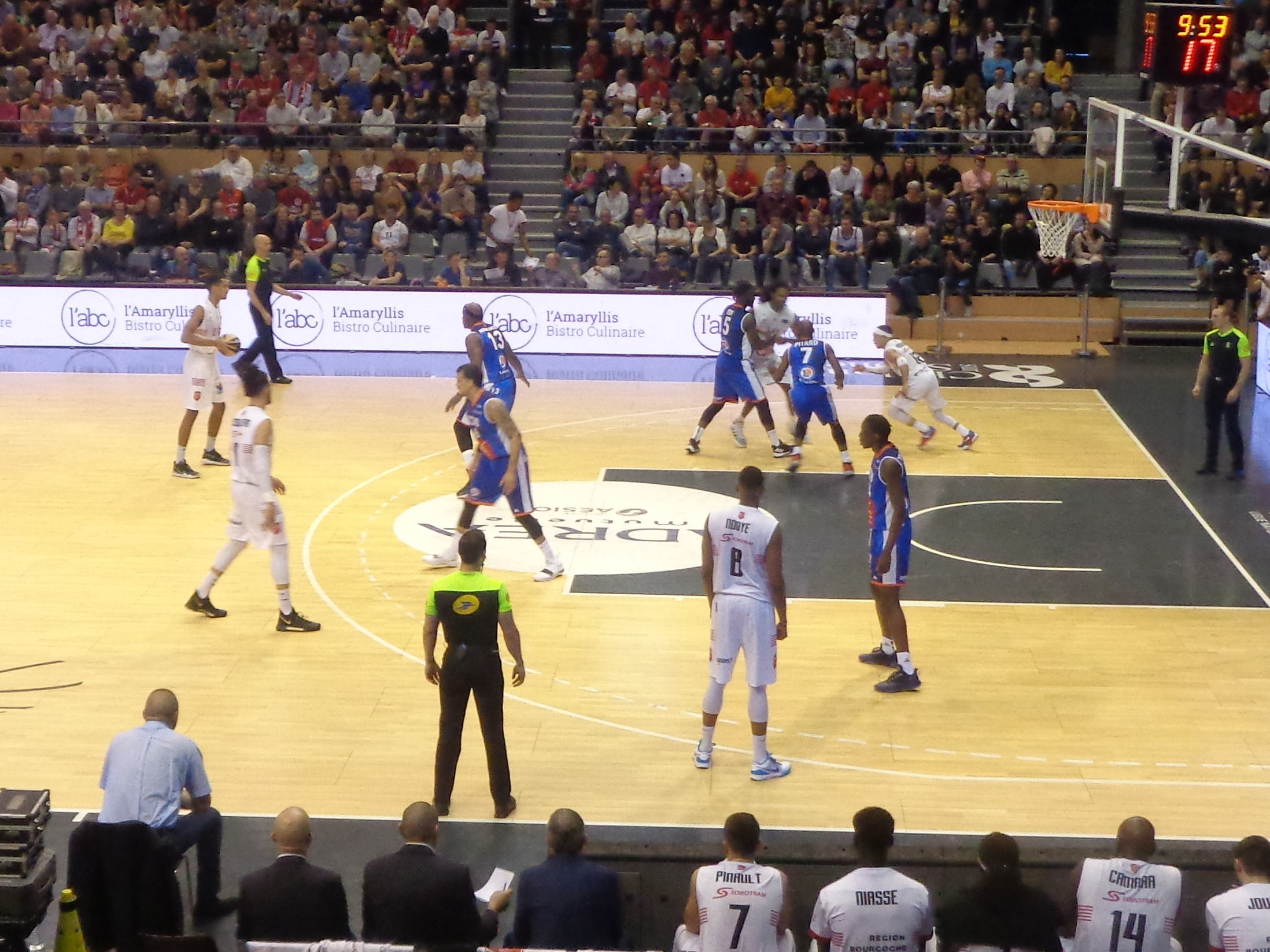
Match entre l'Elan Chalon et Châlons Reims

| 18 mai 2019 20h00 |                                    | Le Mans                  | 88-74 | Chalon-sur-Saône |  | , |
| 18 mai 2019 20h00 | Score par quart-temps : -, -, -, - |                          |       |                  |  | , |
| 18 mai 2019 20h00 | Score par mi-temps : -, -          |                          |       |                  |  | , |
| 18 mai 2019 20h00 | ,                                  | Points Rebonds Passes d. | ,     |                  |  | , |

Extrait du classement de Pro A 2018-2019